# Stefan von Kempis
Stefan von Kempis (* 9. Februar 1970 in Bonn) ist ein deutscher Journalist. Seit 2019 ist er Leiter der deutschsprachigen Abteilung von Vatican News, ehemals Radio Vatikan.

## Leben
Stefan von Kempis besuchte die Jesuitenschule Aloisiuskolleg in Bonn. Er studierte Geschichte, Theologie und Literaturwissenschaften in Bonn, Paris und Freiburg sowie Arabisch und Islamwissenschaften am Päpstlichen Institut für Arabische und Islamische Studien (PISAI) in Rom und Kairo. Zudem absolvierte er an der Katholischen Journalistenschule ifp in München einen Fernsehkompaktkurs. Er war anschließend Redakteur bei der TV-Produktionsgesellschaft 6w-film in Münster. 
1995 wurde er Redakteur bei Radio Vatikan, seit 2001 als stellvertretender Redaktionsleiter und seit 2017 als kommissarischer Leiter. 2019 wurde er Nachfolger von Bernd Hagenkord SJ, und übernahm die Leitung der deutschsprachigen Abteilung von Vatican News (bis 2017 Radio Vatikan). Von Kempis ist seit der Gründung von Radio Vatikan 1931 der erste Nichtpriester in der Funktion als Leiter der deutschsprachigen Abteilung.
Er hat mehrere Bücher veröffentlicht. Von Kempis ist verheiratet und hat zwei Kinder.

## Schriften
- zusammen mit  Benedikt XVI. (Autor), Lucio Coco (Hrsg.): Wer hofft, kann anders leben. Worte an junge Menschen, Herder Verlag 2012
- A call to serve. Pope Francis and the Catholic future, New York 2013
- Lasst euch die Hoffnung nicht nehmen – Worte der Päpste, Herder Verlag 2013
- Papst Franziskus: Wer er ist, wie er denkt, was ihn erwartet, Herder Verlag 2013
- Drei Päpste und ihre Lieblingsheiligen. Persönliche Gedanken von Johannes Paul II, Benedikt XVI. und Franziskus. Herder Verlag 2017
- Weißer Rauch und falsche Mönche. Eine andere Geschichte der Papstwahl. Herder Verlag, Freiburg 2025
- Papst Leo XIV. Wer er ist – wie er denkt – was ihn und uns erwartet. Patmos, Ostfildern 2025, ISBN 978-3-8436-1625-6.